# Simple hommes WH1 de badminton aux Jeux paralympiques d'été de 2024
Navigation
Tokyo 2020
Le simple hommes WH1 de badminton aux Jeux paralympiques d'été de 2024 se déroule du 29 août au 2 septembre 2024 à l'Arena Porte de la Chapelle, en France. Il s’agit de la deuxième apparition de l’épreuve aux Jeux paralympiques d'été.
Lors de l'édition précédente à Tokyo en 2020, la compétition est remportée par le chinois Qu Zimo.

## Organisation

### Lieu de la compétition
Le tournoi paralympiques de badminton a lieu à l'arena Porte de la Chapelle. Le site se trouve dans le 18e arrondissement de Paris, en France à 2,5 km du village paralympiques et à proximité du Stade de France et du Centre aquatique olympique. Ce lieu est d’une superficie de 20 000 m2 et ses surfaces sont végétalisées à 80%. La salle polyvalente qui accueille les épreuves est d’une capacité de 8 000 places.
D'abord connue sous son nom de projet « Arena II », ce complexe polyvalent est le seul équipement des Jeux de Paris 2024 à avoir été spécialement bâti dans la capital,. Ce chantier est financé à hauteur de 138 millions d'euros par la ville de Paris et la société de livraison des ouvrages olympiques et est construit par le groupe Bouygues entre mars 2020 et janvier 2024.
Après les Jeux, le sport de haut niveau sera présent à l’Arena, avec des compétitions sportives de niveau national et international, le Paris Basketball en résidence, mais aussi de l'Esport, des concerts, des spectacles ou encore des congrès. Il apportera un nouvel élan au quartier fédérant la population locale autour d’un lieu pensé pour elle. L'enceinte sera ouverte au sport de proximité en intégrant en son sein deux gymnases pour des besoins locaux. Un programme complémentaire de 2 600 m2 est destiné à une offre de loisirs et de commerces.
Outre les épreuves de para badminton, le site accueillera également celles de l'haltérophilie et, lors des Jeux olympiques, les épreuves de badminton et de gymnastique rythmique.
| Paris 18e                  | \| Arena Porte de la Chapelle \| |
| Arena Porte de la Chapelle | \| Arena Porte de la Chapelle \| |
| Capacité: 8 000            | \| Arena Porte de la Chapelle \| |
| Site de la compétition.    | \| Arena Porte de la Chapelle \| |
| Arena Porte de la Chapelle |                                  |

### Classification
Les badistes reçoivent une classification en fonction du type et de l'ampleur de leur handicap,. Le système de classification permet de rivaliser avec les autres joueurs avec le même niveau de handicap.
Pour cette épreuve, les badistes sont catégorisés en WH1. Il s’agit de joueur assis en fauteuil roulant (wheelchair). L'athlète dispose d’un mauvais ou ne dispose pas d’équilibre du tronc.
Il existe cinq autres catégorie en compétition lors des différentes épreuves de para badminton aux 
Jeux paralympiques. Elles sont détaillées dans le tableau suivant :
| Catégorie | Observations |
| --------- | --- |
| WH1       | Joueur assis en fauteuil roulant (wheelchair). L'athlète dispose d’un mauvais ou ne dispose pas d’équilibre du tronc. |
| WH2       | Joueur assis en fauteuil roulant (wheelchair). L'athlète dispose d’un équilibre du tronc normal ou proche de la normale. |
| SL3       | Joueur debout membre inférieur (standing/lower limb impairment minor). L'athlète marche ou court avec un boitement dû au handicap ou à l’absence de membre inférieur. |
| SL4       | Joueur debout membre inférieur (standing/lower limb impairment severe). L'athlète peut marcher avec une légère mou mais se déplace de manière fluide. |
| SU5       | Joueur debout membre supérieur (standing/upper limb impairment). L'athlète est limité dans la fonction de base du membre supérieur ou par l’absence du membre supérieur. La déficience peut concerner le « bras raquette » ou le « bras non-raquette » mais les critères sont différents. |
| SH6       | Joueur de petite taille (standing/short stature) (par exemple atteint d'achondroplasie). L'athlète doit entre autres mesurer au maximum 145 cm pour les hommes et 137 cm pour les femmes.                                                                                                 |

## Participants

### Nations participantes
| Afrique | Amériques | Asie                                      | Europe               | Océanie |
| ------- | --------- | ----------------------------------------- | -------------------- | ------- |
|         |           | - Chine - Corée du Sud - Japon - Malaisie | - Allemagne - France |         |
| 0 pays  | 0 pays    | 4 pays                                    | 2 pays               | 0 pays  |

## Médaillés
| Or            | Argent              | Bronze                     |
| Qu Zimo (CHN) | Choi Jung-man (KOR) | Thomas Wandschneider (GER) |

## Résultats détaillés

### Phase de groupes
Le tirage au sort de la phase de groupes du para badminton est annoncé le 24 août 2024. Cette phase se déroule du 29 au 31 août.

#### Groupe A
|   | Joueur                 | Pts | MJ | G | P | SG | SP | PG | PP |
| - | ---------------------- | --- | -- | - | - | -- | -- | -- | -- |
| 1 | Choi Jung-man (KOR)    | 2   | 2  | 2 | 0 | 4  | 0  | 84 | 48 |
| 2 | Hiroshi Murayama (JPN) | 1   | 2  | 1 | 1 | 2  | 2  | 65 | 67 |
| 3 | Osamu Nagashima (JPN)  | 0   | 2  | 0 | 2 | 0  | 4  | 50 | 84 |

| Date    | Horaire | Joueur 1         | Score | Joueur 2         | Set 1 | Set 2 | Set 3 |
| ------- | ------- | ---------------- | ----- | ---------------- | ----- | ----- | ----- |
| 29 août | 19 h 37 | Hiroshi Murayama | 2–0   | Osamu Nagashima  | 21–8  | 21–17 |       |
| 30 août | 17 h 56 | Choi Jung-man    | 2–0   | Osamu Nagashima  | 21–11 | 21–14 |       |
| 31 août | 12 h 48 | Choi Jung-man    | 2–0   | Hiroshi Murayama | 21–10 | 21–13 |       |

#### Groupe B
|   | Joueur                      | Pts | MJ | G | P | SG | SP | PG | PP  |
| - | --------------------------- | --- | -- | - | - | -- | -- | -- | --- |
| 1 | Qu Zimo (CHN)               | 2   | 2  | 2 | 0 | 4  | 0  | 84 | 36  |
| 2 | Jeong Jae-gun (KOR)         | 1   | 2  | 1 | 1 | 2  | 3  | 88 | 99  |
| 3 | Muhammad Ikhwan Ramli (MAS) | 0   | 2  | 0 | 2 | 1  | 4  | 68 | 106 |

| Date    | Horaire | Joueur 1              | Score | Joueur 2      | Set 1 | Set 2 | Set 3 |
| ------- | ------- | --------------------- | ----- | ------------- | ----- | ----- | ----- |
| 29 août | 20 h 18 | Jeong Jae-gun         | 0–2   | Qu Zimo       | 14–21 | 11–21 |       |
| 30 août | 18 h 55 | Muhammad Ikhwan Ramli | 1–2   | Jeong Jae-gun | 23–25 | 21–17 | 13–21 |
| 31 août | 13 h 29 | Muhammad Ikhwan Ramli | 0–2   | Qu Zimo       | 7–21  | 4–21  |       |

#### Groupe C
|   | Joueur                     | Pts | MJ | G | P | SG | SP | PG  | PP |
| - | -------------------------- | --- | -- | - | - | -- | -- | --- | -- |
| 1 | Thomas Wandschneider (GER) | 2   | 2  | 2 | 0 | 4  | 1  | 99  | 88 |
| 2 | Yang Tong (CHN)            | 1   | 2  | 1 | 1 | 3  | 2  | 101 | 83 |
| 3 | David Toupé (FRA)          | 0   | 2  | 0 | 2 | 0  | 4  | 55  | 84 |

| Date    | Horaire | Joueur 1             | Score | Joueur 2    | Set 1 | Set 2 | Set 3 |
| ------- | ------- | -------------------- | ----- | ----------- | ----- | ----- | ----- |
| 29 août | 21 h 4  | David Toupé          | 0–2   | Yang Tong   | 14–21 | 12–21 |       |
| 30 août | 18 h 40 | Thomas Wandschneider | 2–0   | David Toupé | 21-12 | 21-17 |       |
| 31 août | 13 h 48 | Thomas Wandschneider | 2–1   | Yang Tong   | 24-22 | 12-21 | 21-16 |

### Phase à élimination directe
|  |                            |                  |                            |                  |                     |    |             |                     |              |                               |                               |                               |                               |                               |        |        |        |        |        |  |  |
|  | Quarts de finale           | Quarts de finale | Quarts de finale           | Quarts de finale | Quarts de finale    |    |             | Demi-finales        | Demi-finales | Demi-finales                  | Demi-finales                  | Demi-finales                  |                               |                               | Finale | Finale | Finale | Finale | Finale |  |  |
|  |                            |                  |                            |                  |                     |    |             |                     |              |                               |                               |                               |                               |                               |        |        |        |        |        |  |  |
|  |                            |                  |                            |                  |                     |    |             |                     |              |                               |                               |                               |                               |                               |        |        |        |        |        |  |  |
|  | Hiroshi Murayama (JPN)     | A2               | 26                         | 19               |                     |    |             |                     |              |                               |                               |                               |                               |                               |        |        |        |        |        |  |  |
|  | Hiroshi Murayama (JPN)     | A2               | 26                         | 19               | 1er septembre       |    |             |                     |              |                               |                               |                               |                               |                               |        |        |        |        |        |  |  |
|  | Jeong Jae-gun (KOR)        | B2               | 28                         | 21               |                     |    |             |                     |              |                               |                               |                               |                               |                               |        |        |        |        |        |  |  |
|  | Jeong Jae-gun (KOR)        | B2               | 28                         | 21               | Choi Jung-man (KOR) | A1 | 21          | 21                  |              |                               |                               |                               |                               |                               |        |        |        |        |        |  |  |
|  |                            |                  |                            |                  |                     | A1 | 21          | 21                  |              |                               |                               |                               |                               |                               |        |        |        |        |        |  |  |
|  |                            |                  | Jeong Jae-gun (KOR)        | B2               | 10                  | 17 |             |                     |              |                               |                               |                               |                               |                               |        |        |        |        |        |  |  |
|  |                            |                  |                            |                  |                     | 17 |             |                     |              |                               |                               |                               |                               |                               |        |        |        |        |        |  |  |
|  |                            |                  |                            |                  |                     |    | 2 septembre |                     |              |                               |                               |                               |                               |                               |        |        |        |        |        |  |  |
|  |                            |                  |                            |                  |                     |    |             |                     |              |                               |                               |                               |                               |                               |        |        |        |        |        |  |  |
|  |                            |                  |                            |                  |                     |    |             | Choi Jung-man (KOR) | A1           | 3                             | 7                             |                               |                               |                               |        |        |        |        |        |  |  |
|  |                            |                  |                            |                  |                     |    |             | Choi Jung-man (KOR) | A1           | 3                             | 7                             |                               |                               |                               |        |        |        |        |        |  |  |
|  |                            | Qu Zimo (CHN)    | B1                         | 21               | 21                  |    |             |                     |              |                               |                               |                               |                               |                               |        |        |        |        |        |  |  |
|  | Yang Tong (CHN)            | Qu Zimo (CHN)    | B1                         | 21               | 21                  | C2 | 9           | 8                   |              |                               |                               |                               |                               |                               |        |        |        |        |        |  |  |
|  | Yang Tong (CHN)            | 1er septembre    |                            |                  |                     | C2 | 9           | 8                   |              |                               |                               |                               |                               |                               |        |        |        |        |        |  |  |
|  | Qu Zimo (CHN)              | B1               | 21                         | 21               |                     |    |             |                     |              |                               |                               |                               |                               |                               |        |        |        |        |        |  |  |
|  | Qu Zimo (CHN)              | B1               | 21                         | 21               | Qu Zimo (CHN)       | B1 | 21          | 21                  |              |                               |                               |                               |                               |                               |        |        |        |        |        |  |  |
|  |                            |                  |                            |                  |                     | B1 | 21          | 21                  |              |                               |                               |                               |                               |                               |        |        |        |        |        |  |  |
|  |                            |                  | Thomas Wandschneider (GER) | C1               | 1                   | 10 |             |                     |              | Match pour la troisième place | Match pour la troisième place | Match pour la troisième place | Match pour la troisième place | Match pour la troisième place |        |        |        |        |        |  |  |
|  |                            |                  |                            |                  |                     | 10 |             |                     |              | Match pour la troisième place | Match pour la troisième place | Match pour la troisième place | Match pour la troisième place | Match pour la troisième place |        |        |        |        |        |  |  |
|  |                            |                  |                            |                  |                     |    |             |                     | 2 septembre  |                               |                               |                               |                               |                               |        |        |        |        |        |  |  |
|  |                            |                  |                            |                  |                     |    |             |                     |              |                               |                               |                               |                               |                               |        |        |        |        |        |  |  |
|  |                            |                  |                            |                  |                     |    |             |                     |              | Jeong Jae-gun (KOR)           | B2                            | 24                            | 11                            |                               |        |        |        |        |        |  |  |
|  |                            |                  |                            |                  |                     |    |             |                     |              | Jeong Jae-gun (KOR)           | B2                            | 24                            | 11                            |                               |        |        |        |        |        |  |  |
|  | Thomas Wandschneider (GER) | C1               | 26                         | 21               |                     |    |             |                     |              |                               |                               |                               |                               |                               |        |        |        |        |        |  |  |